# Maneiro (khu tự quản)
Maneiro là một khu tự quản thuộc bang Nueva Esparta, Venezuela. Thủ phủ của khu tự quản Maneiro đóng tại Pampatar. Khự tự quản Maneiro có diện tích 38 km2, dân số theo điều tra dân số ngày 21 tháng 10 năm 2001 là 35400 người.